# Veglie
Veglie (Eie im salentinischen Dialekt) ist eine süditalienische Gemeinde (comune) in der salentinischen Ebene.

## Geografie
Veglie hat 13.237 Einwohner (Stand 31. Dezember 2023). Es liegt in der Provinz Lecce in Apulien, 20 Kilometer westlich der Stadt Lecce und etwa 12 Kilometer östlich des Golfs von Tarent und des Ionischen Meeres.

## Geschichte
Veglie wurde zu Beginn des 10. Jahrhunderts gegründet. Allerdings wurde 1957 ein Grab aus der Zeit der Besiedlung durch die Messapier aus dem 3. Jahrhundert vor Christus gefunden.

## Wirtschaft
In der Region um Veglie werden Oliven und Wein angebaut.

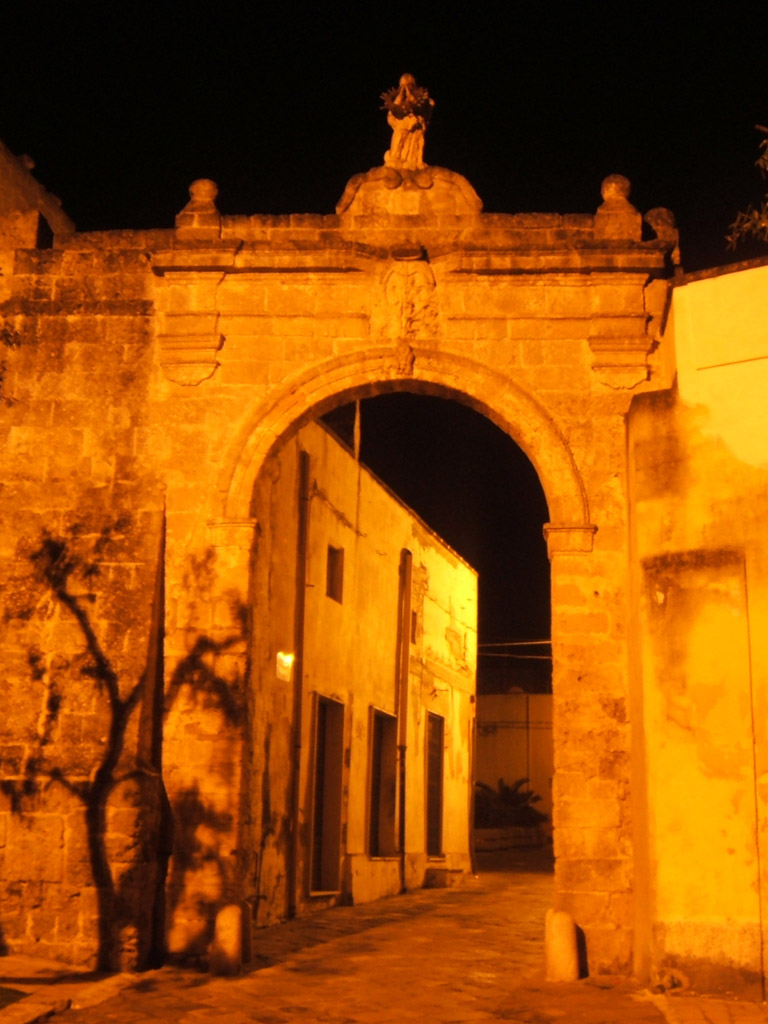
Neues Tor in Veglie

## Verkehr
Der Bahnhof Salice-Veglie liegt an der Bahnstrecke Martina Franca–Lecce.